# Крючков, Василий Егорович
Васи́лий Его́рович Крючко́в (22 октября 1921, Рыкова слобода, Рязанская губерния — 2 января 1985, Минск) — Герой Советского Союза (15 мая 1946), полковник (1957), военный лётчик 2-го класса (1952).

## Биография
Родился 22 октября 1921 года в селе Рыкова слобода. Русский. В 1937 году окончил 7 классов школы, в 1939 году — ФЗУ Ленинской железной дороги в Рязани. Работал слесарем на Рязанском мотороремонтном заводе.
В армии с апреля 1940 года. В 1942 году окончил Батайскую военную авиационную школу лётчиков.
Участник Великой Отечественной войны: в мае-августе 1942 — лётчик, командир звена 821-го истребительного авиационного полка, в августе 1942-мае 1945 — командир звена, заместитель командира и командир авиаэскадрильи 249-го (с апреля 1944 года — 163-го гвардейского) истребительного авиационного полка. Воевал на Южном, Закавказском, Северо-Кавказском фронтах, в Отдельной Приморской армии и на 2-м Белорусском фронте.
Участвовал в обороне Крыма, битве за Кавказ, освобождении Кубани, Крыма и Белоруссии, в Восточно-Прусской и Восточно-Померанской операциях. Совершил более 572 боевых вылетов на истребителях Як-1, ЛаГГ-3 и Ла-5, в 117 воздушных боях сбил лично 10 и в составе группы 7 самолётов противника. В 1943 году был легко ранен в голову, 13 января 1944 года получил ожог лица в воздушном бою.
За мужество и героизм, проявленные в боях, командиру авиаэскадрильи 163-го гвардейского истребительного авиационного полка (229-я истребительная авиационная дивизия, 4-я воздушная армия, 2-й Белорусский фронт) гвардии капитану Крючкову Василию Егоровичу присвоено звание Героя Советского Союза с вручением ордена Ленина и медали «Золотая Звезда».
После войны продолжал службу в строевых частях ВВС (в Северной группе войск, Польша). В 1946 году окончил курсы при Липецкой высшей офицерской лётно-тактической школе. Был помощником командира и командиром истребительного авиаполка (в Северной группе войск, Польша).
С 1954 года — на штабной работе: заместитель начальника штаба воздушных армий, ответственный дежурный на командном пункте воздушной армии (в Северной группе войск, Белорусском военном округе и Группе советских войск в Германии). С ноября 1971 года полковник В. Е. Крючков — в отставке.
Жил в Минске. Умер 2 января 1985 года. Похоронен на Северном кладбище в Минске.

## Награды
- Герой Советского Союза (15.05.1946);
- орден Ленина (15.05.1946);
- 3 ордена Красного Знамени (3.10.1942, 12.07.1944, 30.04.1945);
- орден Александра Невского (20.09.1944);
- орден Отечественной войны 1-й степени (5.05.1943);
- 3 ордена Красной Звезды (25.10.1943, 22.02.1955, 26.10.1955);
- медаль «За боевые заслуги» (15.11.1950).
- другие медали.